# Distrito de Burhanpur
Burhanpur (en hindi; बुरहानपुर जिला) es un distrito de la India en el estado de Madhya Pradesh. Código ISO: IN.MP.BU.
Comprende una superficie de 4 573 km².
El centro administrativo es la ciudad de Burhanpur. Dentro del distrito, también se encuentra la localidad de Bahadarpur.

## Demografía
Según censo 2011 contaba con una población total de 756 993 habitantes, de los cuales 368 953 eran mujeres y 388 040 varones.